# Gran Premio de Finlandia de Motociclismo de 1967
El Gran Premio de Finlandia de Motociclismo de 1967 fue la novena prueba de la temporada de 1967 del Campeonato Mundial de Motociclismo. El Gran Premio se disputó el 6 de agosto de 1967 en el Circuito de Imatra.

## Resultados 500cc
Aunque los pilotos y los equipos lo pidieron, la organización se negó a posponer el inicio debido a las tormentas severas que estallaron durante la ronda de calentamiento de 500cc. Cuando la tormenta estaba en su peor momento, comenzó la carrera. Giacomo Agostini fue el más rápido, pero Mike Hailwood estaba atrapado en el centro y apenas podía ver debido a las salpicaduras de agua. Sin embargo, pronto llegó al tercer lugar, detrás de Ago y John Hartle. Hubo grandes diferencias entre los pilotos: Agostini pronto se adelantó al dúo Hartle / Hailwood, que a su vez tenía una gran ventaja sobre Billie Nelson. En todas partes a lo largo de la pista había conductores varados con ignición húmeda, agua en su motor o simplemente se detuvieron porque no veían absolutamente nada. Hailwood logró sacudirse a Hartle e intentó reducir su brecha de 22 segundos con Agostini. Además, se molestó por aquaplaning en la cuarta vuelta y su Honda golpeó uno de los muchos árboles a lo largo de la pista. El propio Hailwood se bajó sin problemas, pero su carrera había terminado. La tensión en la carrera también había terminado, porque Agostini se llevó fácilmente la victoria. Hartle fue segundo y Nelson, tercero.
| Pos.    | Piloto            | Equipo            | Tiempo       | Pts. |
| ------- | ----------------- | ----------------- | ------------ | ---- |
| 1       | Giacomo Agostini  | MV Agusta         | 1h 09' 55" 4 | 8    |
| 2       | John Hartle       | Metisse-Matchless | +1' 21" 3    | 6    |
| 3       | Billie Nelson     | Norton            | +2' 28" 1    | 4    |
| 4       | Bosse Granath     | Metisse-Matchless | +1 Vuelta    | 3    |
| 5       | Fred Stevens      | Hannah Paton      | +1 Vuelta    | 2    |
| 6       | Maurice Hawthorne | Norton            | +1 Vuelta    | 1    |
| 7       | Lewis Young       | Metisse-Matchless |              |      |
| 8       | Keith Turner      | Matchless         |              |      |
| 9       | John Dodds        | Norton            |              |      |
| 10      | Jack Saunders     | Matchless         |              |      |
| 11      | Hannu Kuparinen   | Matchless         |              |      |
| 12      | Oliver Howe       | Norton            |              |      |
| Ret     | Herbert Denzler   | Aermacchi         | Ret          |      |
| Ret     | Pentti Lehtelä    | Norton            | Ret          |      |
| Ret     | Rodney Gould      | Norton            | Ret          |      |
| Ret     | Gyula Marsovszky  | Matchless         | Ret          |      |
| Ret     | Mike Hailwood     | Honda             | Ret          |      |
| Ret     | Kel Carruthers    | Metisse-Matchless | Ret          |      |
| Ret     | Eric Hinton       | Norton            | Ret          |      |
| Ret     | Frank Mumford     | Norton            | Ret          |      |
| Fuente: |                   |                   |              |      |

## Resultados 250cc
La clase de 250cc se produjo en condiciones terribles. Mike Hailwood comenzó como el más rápido y después de la primera vuelta ya tenía 4 segundos de ventaja sobre Phil Read, Bill Ivy y Ralph Bryans. Hailwood se fue marchando, tanto que Read y Bryans tuvieron problemas con su sistema de encendido húmedo. Por detrás de Ivy, Heinz Rosner quedó en tercer lugar, pero también tuvo problemas que finalmente hicieron que su compañero de equipo Derek Woodman finalmente acabara tercero. Mike Hailwood subió al subcampeonato del Mundial con los mimos puntos que Bill Ivy.
| Pos. | Piloto            | Equipo       | Tiempo       | Pts. |
| ---- | ----------------- | ------------ | ------------ | ---- |
| 1    | Mike Hailwood     | Honda        | 1h 04' 52" 4 | 8    |
| 2    | Bill Ivy          | Yamaha       | +1' 39" 1    | 6    |
| 3    | Derek Woodman     | MZ           | +2 Vueltas   | 4    |
| 4    | Gyula Marsovszky  | Bultaco      | +2 Vueltas   | 3    |
| 5    | Fred Stevens      | Hannah Paton | +3 Vueltas   | 2    |
| 6    | Malcolm Stanton   | Aermacchi    | +3 Vueltas   | 1    |
| 7    | Teuvo Länsivuori  | Husqvarna    | +3 Vueltas   |      |
| 8    | Heinz Rosner      | MZ           | +4 Vueltas   |      |
| 9    | Hartmut Bischoff  | MZ           | +4 Vueltas   |      |
| 10   | Graham Dickson    | Bultaco      | +4 Vueltas   |      |
| 11   | Esko Puputti      | Suzuki       | +4 Vueltas   |      |
| 12   | Toive Lehtinen    | Yamaha       | +4 Vueltas   |      |
| Ret  | Phil Read         | Yamaha       | Ret          |      |
| Ret  | Ralph Bryans      | Honda        | Ret          |      |
| Ret  | Bob Coulter       | Bultaco      | Ret          |      |
| Ret  | Jim Curry         | Honda        | Ret          |      |
| Ret  | Dave Simmonds     | Kakwasaki    | Ret          |      |
| Ret  | Yvon Duhamel      | Yamaha       | Ret          |      |
| Ret  | Ron Grant         | Yamaha       | Ret          |      |
| Ret  | Seppo Kangasniemi | Kakwasaki    | Ret          |      |
| Ret  | Bosse Granath     | Husqvarna    | Ret          |      |
| Ret  | Veikko Värinen    | Yamaha       | Ret          |      |
| Ret  | Jouko Ryhänen     | Suzuki       | Ret          |      |
| Ret  | Jukka Petäjä      | Yamaha       | Ret          |      |
| Ret  | Matti Salonen     | Yamaha       | Ret          |      |
| Ret  | Frank Mumford     | Yamaha       | Ret          |      |
| Ret  | Frank Camillieri  | Yamaha       | Ret          |      |

## Resultados 125cc
El japonés Yoshimi Katayama no pudo competir ya que estaba en Japón para probar la nueva Suzuki RS 67U de cuatro cilindros. Al principio, las Yamaha no estuvieron a la altura. Phil Read incluso comenzó en último lugar porque su máquina no arrancaba y Bill Ivy tuvo que reemplazar sus bujías después de solo una vuelta. Sin embargo, al final de la primera vuelta, Read había superado casi todo el grupo y ya estaba en segundo lugar detrás de Stuart Graham con la Suzuki RT 67. Después de cuatro vueltas, los frenos de Graham se deterioraron, lo que le permitió a Read acercarse aún más y finalmente tomar la delantera. Ivy tuvo que reemplazar las bujías nuevamente, pero luego realizó la vuelta rápida y, como resultado, la vuelta rápida del día. En la novena vuelta, el motor de Phil Read se gripó y Stuart Graham tomó la delantera nuevamente. Ivy estaba casi una vuelta atrás, pero todavía quedó segundo por delante de Dave Simmonds quien logró el primer lugar en el podio para Kawasaki. Después de esta carrera en seco, se desató una gran tormenta, por lo que todas las demás clases tuvieron que cabalgar bajo la lluvia torrencial. Gracias a su primera victoria, Stuart Graham subió al segundo lugar en la clasificación provisional del Mundial, empatado a puntos con Phil Read.
| Pos. | Piloto            | Moto     | Tiempo     | Pts. |
| ---- | ----------------- | -------- | ---------- | ---- |
| 1    | Stuart Graham     | Suzuki   | 55' 15" 9  | 8    |
| 2    | Bill Ivy          | Yamaha   | +1' 43"    | 6    |
| 3    | Dave Simmonds     | Kawasaki | +1 Vuelta  | 4    |
| 4    | Jürgen Lenk       | MZ       | +1 Vuelta  | 3    |
| 5    | Kel Carruthers    | Honda    | +1 Vuelta  | 2    |
| 6    | Hartmut Bischoff  | MZ       | +2 Vueltas | 1    |
| 7    | Jim Curry         | Honda    |            |      |
| 8    | H. Denzler        | Honda    |            |      |
| 9    | Seppo Kangasniemi | Honda    |            |      |
| 10   | Vesa Kuusisto     | Honda    |            |      |
| 11   | Bob Coulter       | Bultaco  |            |      |
| Ret  | Phil Read         | Yamaha   | Ret        |      |
| Ret  | Erkki Kemiläinen  | Honda    | Ret        |      |
| Ret  | Frank Mumford     | Bultaco  | Ret        |      |
| Ret  | Bosse Grannath    | MZ       | Ret        |      |
| Ret  | Veikko Värinen    | Bultaco  | Ret        |      |
| Ret  | Graham Dickson    | Bultaco  | Ret        |      |
| Ret  | Jukka Petäjä      | MZ       | Ret        |      |